# Liste de prix de physique
 (juillet 2023).
La mise en forme du texte ne suit pas les recommandations de Wikipédia : il faut le « wikifier ».
Les points d'amélioration suivants sont les cas les plus fréquents :
- Les titres sont pré-formatés par le logiciel. Ils ne sont ni en capitales, ni en gras.
- Le texte ne doit pas être écrit en capitales (les noms de famille non plus), ni en gras, ni en italique, ni en « petit »…
- Le gras n'est utilisé que pour surligner le titre de l'article dans l'introduction, une seule fois.
- L'italique est rarement utilisé : mots en langue étrangère, titres d'œuvres, noms de bateaux, etc.
- Les citations ne sont pas en italique mais en corps de texte normal. Elles sont entourées par des guillemets français : « et ».
- Les listes à puces sont à éviter, des paragraphes rédigés étant largement préférés. Les tableaux sont à réserver à la présentation de données structurées (résultats, etc.).
- Les appels de note de bas de page (petits chiffres en exposant, introduits par l'outil «  Source ») sont à placer entre la fin de phrase et le point final[comme ça].
- Les liens internes (vers d'autres articles de Wikipédia) sont à choisir avec parcimonie. Créez des liens vers des articles approfondissant le sujet. Les termes génériques sans rapport avec le sujet sont à éviter, ainsi que les répétitions de liens vers un même terme.
- Les liens externes sont à placer uniquement dans une section « Liens externes », à la fin de l'article. Ces liens sont à choisir avec parcimonie suivant les règles définies. Si un lien sert de source à l'article, son insertion dans le texte est à faire par les notes de bas de page.
- La présentation des références doit suivre les conventions bibliographiques. Il est recommandé d'utiliser les modèles {{Ouvrage}}, {{Chapitre}}, {{Article}}, {{Lien web}} et/ou {{Bibliographie}}. Le mode d'édition visuel peut mettre en forme automatiquement les références.
- Insérer une infobox (cadre d'informations à droite) n'est pas obligatoire pour parachever la mise en page.

Pour une aide détaillée, merci de consulter Aide:Wikification.
Si vous pensez que ces points ont été résolus, vous pouvez retirer ce bandeau et améliorer la mise en forme d'un autre article.

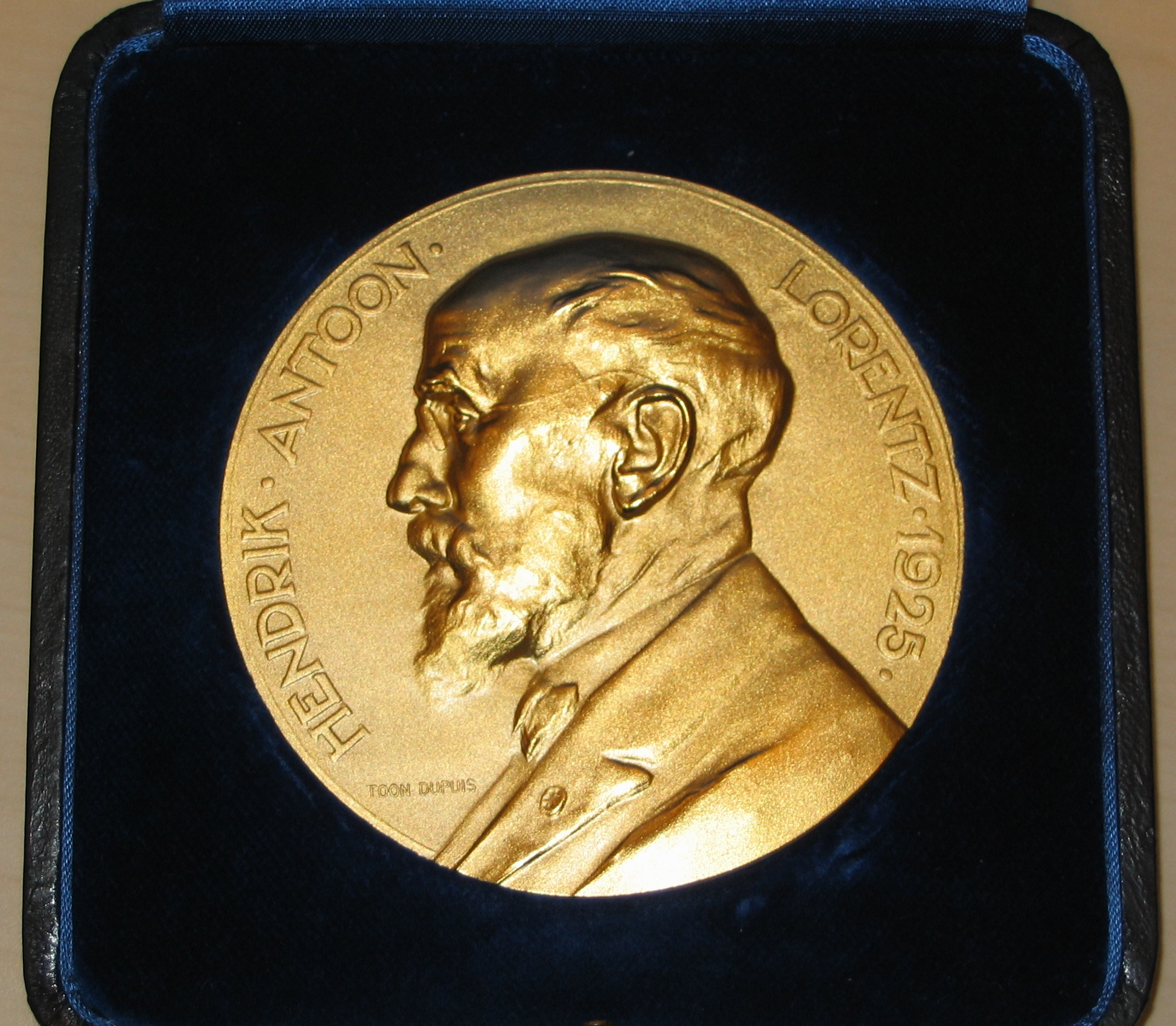
La médaille Lorentz.

Cette liste de prix de physique est un index d'articles sur des récompenses notables en physique. La liste comprend des listes de récompenses décernées par l'American Physical Society des États-Unis et de l'Institute of Physics (Institut de physique) du Royaume-Uni, suivies d'une liste organisée par région et par pays de l'organisation qui attribue le prix. Les récompenses ne sont pas nécessairement réservées aux personnes du pays du donateur.

## American Physical Society
La Société américaine de physique (American Physical Society) des États-Unis parraine un certain nombre de prix pour des contributions exceptionnelles à la physique.
| Prix                                                                           | Remarques |
| ------------------------------------------------------------------------------ | --- |
| Prix Abraham-Pais d'histoire de la physique                                    | "Réalisations savantes dans l'histoire de la physique" (décerné par l'American Institute of Physics) |
| Prix Andreï-Sakharov (en)                                                      | "Leadership et / ou réalisations des scientifiques dans le respect des droits de l'homme" |
| Prix Aneesur Rahman de physique numérique                                      | "Réalisation de la recherche en physique computationnelle" |
| Prix Arthur-L.-Schawlow (en) en science du laser                               | "Contributions à la recherche fondamentale qui utilise des lasers pour faire progresser nos connaissances sur les propriétés physiques fondamentales des matériaux et leur interaction avec la lumière"                       |
| Prix Dannie-Heineman de physique mathématique                                  | Physique mathématique (décerné par l'American Institute of Physics) |
| Bourse de conférences David Adler dans le domaine de la physique des matériaux | "Contributeur dans le domaine de la physique des matériaux, reconnu pour la qualité de ses recherches, articles de synthèse et conférences"                                                                                   |
| Prix Davisson-Germer (en) de physique atomique ou de surface                   | "Travail en physique atomique ou physique de surface" |
| Prix Earle-K.-Plyler (en) pour la spectroscopie moléculaire                    | "Contributions dans le domaine de la spectroscopie moléculaire et de la dynamique" |
| Prix Einstein (en)                                                             | "Réalisations dans le domaine de la physique gravitationnelle" |
| Prix de dynamique des fluides                                                  | "Réalisation de la recherche en dynamique des fluides" |
| Prix Frank-Isakson (en) pour les effets optiques dans les solides              | "Recherche optique qui mène à des percées dans les sciences de la matière condensée" |
| Prix George-E.-Pake (en)                                                       | "Travaux de physiciens combinant des réalisations de recherche originales avec un leadership dans la gestion de la recherche ou du développement dans l'industrie"                                                            |
| Prix Hans-Bethe                                                                | "Travaux de théorie, d'expérimentation ou d'observation dans les domaines de l'astrophysique, de la physique nucléaire, de l'astrophysique nucléaire ou dans des domaines étroitement liés"                                   |
| Prix Herbert-P.-Broida                                                         | "Progrès expérimentaux dans le domaine de la spectroscopie atomique et moléculaire ou de la physique chimique" |
| Prix Herman-Feshbach (en) de physique nucléaire théorique                      | "Réalisations en physique nucléaire théorique" |
| Prix I.-I.-Rabi (en)                                                           | "Travaux de chercheurs en milieu de carrière dans le domaine de la physique atomique, moléculaire et optique" |
| Prix Irving-Langmuir                                                           | "Recherche interdisciplinaire en chimie et physique, dans l'esprit d'Irving Langmuir" (décerné conjointement avec l'American Chemical Society)                                                                                |
| Prix James-C.-McGroddy pour les nouveaux matériaux                             | "Réalisation scientifique et application de nouveaux matériaux" |
| Prix James-Clerk-Maxwell (en) pour la physique des plasmas                     | "Contributions dans le domaine de la physique des plasmas" |
| Médaille John-H.-Dillon (en)                                                   | "Réalisation exceptionnelle et promesse inhabituelle dans la recherche en physique des polymères" |
| Prix Joseph-F.-Keithley (en) pour les progrès de la science de la mesure       | "Contributions aux techniques et équipements de mesure" |
| Prix Lars-Onsager                                                              | Physique statistique théorique |
| Prix LeRoy-Apker (en)                                                          | Réalisations en physique des étudiants de premier cycle |
| Prix de la conférence Leo-Szilard                                              | "Réalisations des physiciens dans la promotion de l'utilisation de la physique au profit de la société" |
| Prix Lilienfeld                                                                | Contributions à la physique |
| Prix Maria Goeppert-Mayer                                                      | Contribution à la recherche en physique par une femme |
| Prix Max-Delbruck                                                              | Réalisation de la recherche en physique biologique |
| Prix Oliver E. Buckley de la matière condensée                                 | "Contributions théoriques ou expérimentales à la physique de la matière condensée" |
| Prix Otto Laporte                                                              | Contributions à la dynamique des fluides (n'est plus attribué depuis 2004) |
| Prix Panofsky                                                                  | "Réalisations en physique expérimentale des particules" |
| Prix Sakurai                                                                   | Réalisation de la théorie de la physique des particules |
| Prix Tom W. Bonner en physique nucléaire                                       | "Recherche expérimentale en physique nucléaire, y compris la mise au point d'une méthode, d'une technique ou d'un dispositif qui contribue de manière significative de manière générale à la recherche en physique nucléaire" |

## Institute of Physics
| Prix                                                       | Remarques |
| ---------------------------------------------------------- | --- |
| Médaille et prix Clifford Paterson                         | Contributions exceptionnelles en début de carrière à l'application de la physique |
| Médaille et prix Duddell                                   | Application de la physique dans un contexte industriel, commercial ou commercial. Médaille et prix Gabor renommés en 2008                                                                                       |
| Médaille et prix Edward Appleton                           | Physique de l’environnement, de la terre ou de l’atmosphère |
| Médaille et prix Fernand Holweck                           | Œuvre distinguée en physique expérimentale ou en physique théorique étroitement liée à l'expérimentation (récompensée par la Société française de physique)                                                     |
| Médaille et prix Fred Hoyle                                | Contributions remarquables à l'astrophysique, à la physique gravitationnelle ou à la cosmologie |
| Médaille et prix Gabor                                     | Contributions remarquables à l'application de la physique dans un contexte industriel, commercial ou commercial                                                                                                 |
| Médaille et prix Harrie Massey                             | Contributions à la physique ou à ses applications (décerné par l'Institut australien de physique) |
| Médaille Isaac-Newton de l'Institut de physique            | Contributions à la physique |
| Médaille et prix de l'Institut de physique Joseph-Thomson  | Recherche distinguée en physique atomique (y compris l'optique quantique) ou en physique moléculaire |
| Médaille et prix de l'Institut de physique Michael-Faraday | Contributions soutenues à la physique expérimentale |
| Médaille et prix James-Chadwick                            | Contributions distinguées à la physique des particules |
| Médaille et prix James Clerk Maxwell                       | Contributions exceptionnelles en début de carrière à la physique théorique |
| Médaille et prix James-Joule                               | Contributions distinguées à la physique appliquée |
| Médaille et prix Katharine Burr Blodgett                   | Organisation ou application de la physique dans un contexte industriel ou commercial |
| Prix Kelvin                                                | Sensibiliser le public à la place de la physique dans le monde, à ses contributions à la qualité de la vie et à son avancement dans la compréhension du monde physique et de la place de l'humanité en son sein |
| Médaille et prix Nevill Mott                               | Contributions distinguées à la physique de la matière condensée |
| Prix Occhialini                                            | Physiciens qui travaillent en Italie (années paires) ou au Royaume-Uni ou en Irlande (années impaires) (avec la Société italienne de physique)                                                                  |
| Médaille et prix Paul Dirac                                | Contributions soutenues à la physique théorique (y compris mathématique et computationnelle) |
| Prix Phillips                                              | Service distingué à l'Institut de physique |
| Médaille du président de l'IOP                             | Services méritoires dans divers domaines d'activités qui ont profité à la physique en général et à l'Institut en particulier                                                                                    |
| Médaille Rayleigh                                          | Recherche distinguée en physique théorique, mathématique ou computationnelle |
| Médaille et prix Richard Glazebrook                        | Contributions soutenues au leadership dans un contexte de physique |
| Médaille et prix Rutherford                                | Recherche en physique nucléaire ou en technologie nucléaire |
| Prix commémoratif Simon                                    | Travaux distingués en physique expérimentale ou théorique des basses températures |
| Médaille et prix Thomas Young                              | Recherche distinguée dans le domaine de l'optique, y compris la physique en dehors de la région visible |

## Prix internationaux
| Pays          | Prix                                        | Parrainage | Remarques |
| ------------- | ------------------------------------------- | --- | --- |
| International | Prix mondial des sciences Albert-Einstein   | Conseil culturel mondial | Reconnaissance et encouragement de la recherche et du développement scientifiques et technologiques                                             |
| International | Prix Batchelor                              | Union internationale de mécanique théorique et appliquée                                                                     | Recherche exceptionnelle en dynamique des fluides                                                                                               |
| International | Médaille Boltzmann                          | Union internationale de physique pure et appliquée                                                                           | Physiciens qui obtiennent de nouveaux résultats concernant la mécanique statistique                                                             |
| International | Prix de la percée en physique fondamentale  | Fondation du Prix de physique fondamentale                                                                                   | Progrès transformateurs en physique fondamentale                                                                                                |
| International | Médaille Dirac (ICTP)                       | Centre international de physique théorique                                                                                   | Physique théorique ou mathématiques |
| International | Médaille Dirac (WATOC)                      | Association mondiale des chimistes théoriques et computationnels                                                             | Chimiste informatique exceptionnel au monde de moins de 40 ans                                                                                  |
| International | Prix de Hambourg pour la physique théorique | Centre d'imagerie ultrarapide de Hambourg                                                                                    | Des contributions exceptionnelles dans les domaines des atomes, des molécules et de l'optique quantique et de la matière condensée              |
| International | Prix Henri-Poincaré                         | Association internationale de physique mathématique                                                                          | Contributions exceptionnelles en physique mathématique et contributions qui jettent les bases de développements novateurs dans ce vaste domaine |
| International | Prix commémoratif Fritz-London              | Union internationale de physique pure et appliquée                                                                           | Contributions aux progrès du domaine de la physique des basses températures                                                                     |
| International | Prix Luigi G. Napolitano                    | Congrès international d'astronautique                                                                                        | Jeune scientifique, de moins de 30 ans, qui a contribué de manière significative à l'avancement de la science aérospatiale                      |
| International | Médaille UNESCO Niels Bohr                  | UNESCO | Contributions à la physique par la recherche qui a ou pourrait avoir une influence significative sur le monde                                   |
| International | Médaille Wigner                             | Colloque international sur les méthodes théoriques de groupe en physique, la théorie des groupes et la physique fondamentale | Contributions à la compréhension de la physique par la théorie des groupes                                                                      |

## Amériques
| Pays       | Prix                                                  | Parrainage                                                                                | Notes |
| ---------- | ----------------------------------------------------- | ----------------------------------------------------------------------------------------- | --- |
| Canada     | CAP-CRM Prize in Theoretical and Mathematical Physics | Association canadienne des physiciens et physiciennes, Centre de Recherches Mathématiques | Research excellence in the fields of theoretical and mathematical physics |
| Canada     | J. Tuzo Wilson Medal                                  | Canadian Geophysical Union                                                                | Outstanding contribution to the field of geophysics in Canada |
| Canada     | Prix John Stewart Bell                                | Université de Toronto                                                                     | Significant contributions relating to the foundations of quantum mechanics and to the applications of these principles |
| Canada     | Médaille commémorative Rutherford                     | Société royale du Canada                                                                  | Research in the fields of physics and chemistry |
| Chili      | National Prize for Exact Sciences                     | National Prize of Chile                                                                   | Scientist whose work in the respective field of knowledge makes him worthy of said distinction |
| États-Unis | ASA Gold Medal                                        | Acoustical Society of America                                                             | Outstanding contributions to acoustics |
| États-Unis | ASA Silver Medal                                      | Acoustical Society of America                                                             | Contributions to the advancement of science, engineering, or human welfare through the application of acoustic principles or through research accomplishments in acoustics                                                                                     |
| États-Unis | Adolph Lomb Medal                                     | The Optical Society                                                                       | Young scientists (age 35 or younger) for their contributions to optics |
| États-Unis | Albert Einstein Award                                 | Institute for Advanced Study                                                              | High achievement in theoretical physics (n'est plus attribué) |
| États-Unis | Alexander Hollaender Award in Biophysics              | National Academy of Sciences                                                              | Outstanding contributions in biophysics |
| États-Unis | Prix Andrew Gemant                                    | American Institute of Physics                                                             | Substantial cultural, artistic, or humanistic contributions to physics |
| États-Unis | Arctowski Medal                                       | National Academy of Sciences                                                              | Studies in solar physics and solar-terrestrial relationships |
| États-Unis | Barnard Medal for Meritorious Service to Science      | National Academy of Sciences                                                              | Meritorious service to science |
| États-Unis | Médaille Bingham                                      | Society of Rheology                                                                       | Outstanding contributions to the field of rheology |
| États-Unis | Charles Hard Townes Award                             | The Optical Society                                                                       | Quantum optics, the physics of lasers |
| États-Unis | Comstock Prize in Physics                             | National Academy of Sciences                                                              | Discovery or investigation in electricity, magnetism, or radiant energy, broadly interpreted |
| États-Unis | Prix Dannie Heineman d'astrophysique                  | American Astronomical Society and the American Institute of Physics                       | Work in astrophysics |
| États-Unis | David Richardson Medal                                | The Optical Society                                                                       | Contributions to optical engineering, primarily in the commercial and industrial sector |
| États-Unis | Prix Edward Teller                                    | American Nuclear Society                                                                  | Pioneering research and leadership in the use of laser and ion-particle beams to produce unique high-temperature and high-density matter for scientific research and for controlled thermonuclear fusion                                                       |
| États-Unis | Edwin H. Land Medal                                   | The Optical Society                                                                       | Pioneering work empowered by scientific research to create inventions, technologies, and products in optics and imaging |
| États-Unis | Einstein Prize for Laser Science                      | Society for Optical and Quantum Electronics                                               | Significant contributions in quantum optics (n'est plus attribué) |
| États-Unis | Elliott Cresson Medal                                 | Franklin Institute                                                                        | Some discovery in the Arts and Sciences, or for the invention or improvement of some useful machine, or for some new process or combination of materials in manufactures, or for ingenuity skill or perfection in workmanship. Now the Benjamin Franklin Medal |
| États-Unis | Ellis R. Lippincott Award                             | The Optical Society                                                                       | Significant contributions to vibrational spectroscopy as judged by his or her influence on other scientists |
| États-Unis | Esther Hoffman Beller Medal                           | The Optical Society                                                                       | Contributions by individuals around the world to the fields of optical science and engineering education |
| États-Unis | Feynman Prize in Nanotechnology                       | Foresight Institute                                                                       | Significant advances in nanotechnology |
| États-Unis | Médaille Frederic-Ives                                | The Optical Society                                                                       | Distinction in optics |
| États-Unis | Prix Günther-Laukien                                  | Bruker                                                                                    | Recent cutting-edge experimental NMR research with a high probability of enabling beneficial new applications |
| États-Unis | Prix Harold-Brown                                     | United States Air Force                                                                   | Scientific research to solve a problem critical to the needs of the Air Force |
| États-Unis | Médaille Henry Draper – astrophysique                 | National Academy of Sciences                                                              | Investigations in astronomical physics |
| États-Unis | I. I. Rabi Award                                      | Institute of Electrical and Electronics Engineers                                         | Outstanding contributions related to the fields of atomic and molecular frequency standards, and time transfer and dissemination |
| États-Unis | IEEE Heinrich Hertz Medal                             | Institute of Electrical and Electronics Engineers                                         | N'est plus attribué |
| États-Unis | J. Robert Oppenheimer Memorial Prize                  | Center for Theoretical Studies, University of Miami                                       | Outstanding contributions to the theoretical natural sciences |
| États-Unis | John Price Wetherill Medal                            | Franklin Institute                                                                        | Discovery or invention in the physical sciences, or new and important combinations of principles or methods already known |
| États-Unis | John Tyndall Award                                    | The Optical Society                                                                       | Pioneering, highly significant, or continuing technical or leadership contributions to fiber optics technology |
| États-Unis | Klopsteg Memorial Award                               | American Association of Physics Teachers                                                  | Notable physicist |
| États-Unis | Max Born Award                                        | The Optical Society                                                                       | Outstanding contributions to physical optics |
| États-Unis | Medard W. Welch Award                                 | American Vacuum Society                                                                   | research in the fields pertinent to American Vacuum Society |
| États-Unis | Médaille Oersted                                      | American Association of Physics Teachers                                                  | Notable contributions to the teaching of physics. |
| États-Unis | Paul F. Forman Team Engineering Excellence Award      | The Optical Society                                                                       | Technical achievements in optical engineering and contributions to society such as engineering education |
| États-Unis | Peter Mark Memorial award                             | American Vacuum Society                                                                   | Outstanding theoretical or experimental work by a young scientist or engineer |
| États-Unis | Quantum Electronics Award                             | IEEE Photonics Society                                                                    | Outstanding contributions to quantum electronics, in either or both of the fields of fundamental research or application |
| États-Unis | R. W. Wood Prize                                      | The Optical Society                                                                       | Technical contribution or an invention in the field of optics |
| États-Unis | Richtmyer Memorial Award                              | American Association of Physics Teachers                                                  | Physics education |
| États-Unis | Robert A. Millikan award                              | American Association of Physics Teachers                                                  | Notable contributions to the teaching of physics |
| États-Unis | Prix Rumford                                          | Académie américaine des arts et des sciences                                              | Contributions by scientists to the fields of heat and light |
| États-Unis | Russell Varian Prize                                  | Agilent Technologies                                                                      | Single, high-impact and innovative contribution in the field of nuclear magnetic resonance |
| États-Unis | Bourse Sloan                                          | Alfred P. Sloan Foundation                                                                | Early-career scientists and scholars |
| États-Unis | Wallace Clement Sabine Medal                          | Acoustical Society of America                                                             | Individual of any nationality who has advanced the science of architectural acoustics |
| États-Unis | William F. Meggers Award in Spectroscopy              | The Optical Society                                                                       | Contributions to spectroscopy |

## Asie
| Pays      | Prix                                                             | Parrainage                                                         | Remarques |
| --------- | ---------------------------------------------------------------- | ------------------------------------------------------------------ | --- |
| Hong Kong | Prix Shaw                                                        | Fondation du prix Shaw                                             | Contributions exceptionnelles en astronomie, sciences de la vie et médecine, et sciences mathématiques                                                                         |
| Inde      | Prix Aryabhata                                                   | Société astronautique de l'Inde                                    | Des personnes ayant des contributions notables à vie dans le domaine de l'astronautique et de la technologie aérospatiale en Inde                                              |
| Inde      | Prix Infosys                                                     | Fondation pour la science Infosys                                  | Scientifiques, chercheurs, ingénieurs et spécialistes des sciences sociales d'origine indienne                                                                                 |
| Inde      | Prix Shanti Swarup Bhatnagar pour la science et la technologie   | Conseil de la recherche scientifique et industrielle               | Pour la recherche remarquable et exceptionnelle, appliquée ou fondamentale, en biologie, chimie, sciences de l'environnement, ingénierie, mathématiques, médecine et physique. |
| Inde      | Prix de la conférence commémorative Kotcherlakota Rangadhama Rao | Académie nationale des sciences indiennes                          | Contributions exceptionnelles dans le domaine de la spectroscopie en physique                                                                                                  |
| Inde      | Prix Om Prakash Bhasin                                           | Fondation Shri Om Prakash Bhasin                                   | Excellence dans les domaines de la science et de la technologie |
| Inde      | Prix de recherche industrielle VASVIK                            | VASVIK                                                             | Excellence de la recherche industrielle dans les domaines de la science et de la technologie                                                                                   |
| Israël    | Prix Sackler                                                     | Université de Tel Aviv                                             | Prix dans les disciplines de physique ou de chimie |
| Israël    | Prix Wolf de physique                                            | Fondation Wolf                                                     | La physique |
| Japon     | Médaille Heinrich-Rohrer                                         | Société japonaise des sciences de la surface                       | Réalisations dans le domaine des nanosciences et nanotechnologies basées sur la science des surfaces                                                                           |
| Japon     | Prix commémoratif Nishina                                        | Fondation commémorative Nishina                                    | Des contributions substantielles dans le domaine de la physique |
| Pakistan  | Prix Abdus-Salam                                                 | Chapitre du Centre international de physique théorique du Pakistan | Scientifiques en chimie, mathématiques, physique et biologie résidant au Pakistan, âgés de moins de 35 ans                                                                     |

## Europe
| Pays             | Prix                                           | Parrainage                                                                                            | Notes |
| ---------------- | ---------------------------------------------- | --- | --- |
| Europe           | Prix Becquerel                                 | Commission européenne                                                                                 | Scientific, technical or managerial merits in the field of photovoltaic solar energy                                                                        |
| Europe           | EPS Europhysics Prize                          | Société européenne de physique                                                                        | Scientific excellence in the area of condensed matter physics                                                                                               |
| Europe           | EPS Statistical and Nonlinear Physics Prize    | Société européenne de physique                                                                        | Research contributions in the area of statistical physics, nonlinear physics, complex systems, and complex networks                                         |
| Europe           | Prix Edison-Volta                              | Société européenne de physique                                                                        | Achievements in physics |
| Europe           | Médaille Gribov                                | Société européenne de physique                                                                        | Work in theoretical elementary particle physics or quantum field theory                                                                                     |
| Europe           | Prix Hannes-Alfvén                             | Société européenne de physique                                                                        | Achievements which have shaped the plasma physics field or are expected to do so in future                                                                  |
| Europe           | High Energy and Particle Physics Prize         | Société européenne de physique                                                                        | Outstanding contribution to high energy and particle physics                                                                                                |
| Europe           | Prix Lise-Meitner                              | Société européenne de physique                                                                        | Outstanding work in the fields of experimental, theoretical or applied nuclear science                                                                      |
| Europe           | Médaille Louis Néel M                          | Union européenne des géosciences                                                                      | Outstanding contributions in the application of experimental and theoretical methods of solid state physics to the study of earth sciences                  |
| Autriche         | Prix Haitinger                                 | Académie autrichienne des sciences                                                                    | Studies in chemistry and physics that proved to be of great practical use for industrial applications                                                       |
| Autriche         | Prix Lieben                                    | Académie autrichienne des sciences                                                                    | Young scientists working in the fields of molecular biology, chemistry, or physics                                                                          |
| Autriche         | Prix Ludwig Boltzmann                          | Österreichische Physikalische Gesellschaft (de)                                                       | Outstanding achievements in theoretical physics |
| Danemark         | Médaille H. C. Ørsted                          | Society for the Dissemination of Natural Science                                                      | Scientific work in physics or chemistry |
| Danemark         | Niels Bohr Institute Medal of Honour           | Institut Niels-Bohr                                                                                   | Particularly outstanding researcher who is working in the spirit of Niels Bohr: International cooperation and the exchange of knowledge                     |
| Danemark         | Niels Bohr International Gold Medal            | Danish Society of Engineers, Institut Niels-Bohr, Académie royale danoise des sciences et des lettres | Engineering award |
| France           | Prix Ampère de l'Électricité de France         | Académie des sciences                                                                                 | Outstanding research work in mathematics or physics |
| France           | Grand prix Jacques-Herbrand                    | Académie des sciences                                                                                 | Young researchers (up to 35 years) in the field of mathematics, physics, and their non-military applications                                                |
| France           | Prix Leconte                                   | Académie des sciences                                                                                 | Important discoveries in mathematics, physics, and biology                                                                                                  |
| France           | Prix des trois physiciens                      | École normale supérieure                                                                              | Major contributions in physics |
| France           | Prix Volta                                     | Gouvernement de la République française                                                               | Extraordinary scientific discoveries related to electricity. No longer awarded                                                                              |
| Allemagne        | Berthold Leibinger Innovationspreis            | Fondation Berthold-Leibinger                                                                          | Those who have created applied laser technology and innovations on the application or generation of laser light                                             |
| Allemagne        | Berthold Leibinger Zukunftspreis               | Fondation Berthold-Leibinger                                                                          | Excellent research on the application or generation of laser light                                                                                          |
| Allemagne        | Prix Gottfried-Wilhelm-Leibniz                 | Fondation allemande pour la recherche (Deutsche Forschungsgemeinschaft)                               | Exceptional scientists and academics for their outstanding achievements in the field of research                                                            |
| Allemagne        | Prix Heinz-Maier-Leibnitz                      | German Ministry of Education and Research                                                             | Physics |
| Allemagne        | Prix de recherche Humboldt                     | Fondation Alexander-von-Humboldt                                                                      | Internationally renowned scientists and scholars who work outside of Germany                                                                                |
| Allemagne        | Prix Karl-Scheel                               | Deutsche Physikalische Gesellschaft                                                                   | Outstanding scientific work |
| Allemagne        | Prix scientifique Klung-Wilhelmy               | Otto Klung Foundation and the Dr. Wilhelmy Foundation                                                 | Younger German scientists under the age of 40 in chemistry or physics                                                                                       |
| Allemagne        | Médaille et prix Born                          | Deutsche Physikalische Gesellschaft                                                                   | Outstanding contributions to physics |
| Allemagne        | Médaille Max-Planck                            | Deutsche Physikalische Gesellschaft                                                                   | Physique théorique |
| Allemagne        | Prix Otto-Hahn                                 | German Chemical Society, Deutsche Physikalische Gesellschaft et la ville de Francfort                 | Achievement in the field of chemistry, physics or applied engineering science                                                                               |
| Allemagne        | Médaille Stern-Gerlach                         | Deutsche Physikalische Gesellschaft                                                                   | Experimental physicists |
| Allemagne        | Prix Walter-Schottky                           | Deutsche Physikalische Gesellschaft                                                                   | Outstanding research work of young academics in the field of solid-state physics                                                                            |
| Hongrie          | International Dennis Gabor Award               | Académie hongroise des sciences                                                                       | Scientific achievements with practical applications, with a clear positive attitude towards international cooperation of the researchers                    |
| Italie           | Alfredo di Braccio Award                       | Académie des Lyncéens                                                                                 | Top young chemist or physicist |
| Italie           | Prix Enrico-Fermi                              | Italian Physical Society                                                                              | Members of the Society who have particularly honored physics with their discoveries                                                                         |
| Italie           | Prix Majorana                                  | Electronic Journal of Theoretical Physics                                                             | Outstanding contributions to theoretical and mathematical physics                                                                                           |
| Italie           | Médaille Matteucci                             | Académie nationale des sciences                                                                       | Physicists for their fundamental contributions |
| Italie           | Prix Tomassoni                                 | Université de Rome « La Sapienza »                                                                    | Achievements in physics |
| Pays-Bas         | Médaille Lorentz                               | Académie royale néerlandaise des arts et des sciences                                                 | Physics |
| Pologne          | First Step to Nobel Prize in Physics           | Organizing Committee                                                                                  | Competition for high school students |
| Pologne          | Médaille Marian-Smoluchowski                   | Polish Physical Society                                                                               | Significant contributions in physics |
| Russie           | Prix Bogolioubov pour les jeunes scientifiques | Institut unifié de recherches nucléaires                                                              | Young researchers in theoretical physics |
| Russie           | Prix Bogolioubov                               | Institut unifié de recherches nucléaires                                                              | Outstanding contribution to theoretical physics and applied mathematics                                                                                     |
| Russie           | Prix Bruno-Pontecorvo                          | Institut unifié de recherches nucléaires                                                              | Elementary particle physics |
| Russie           | Prix Demidoff                                  | Académie des sciences de Russie                                                                       | Achievements in natural sciences and humanities |
| Russie           | Prix Friedmann                                 | Académie des sciences de Russie                                                                       | Work in cosmology and gravity |
| Russie           | Landau Gold Medal                              | Académie des sciences de Russie                                                                       | Physique théorique |
| Russie           | Prix Pomerantchouk                             | Institut de physique théorique et expérimentale                                                       | Physique théorique |
| Union soviétique | Médaille Kurchatov                             | USSR Academy of Sciences                                                                              | Outstanding achievements in nuclear physics and in the field of nuclear energy                                                                              |
| Suède            | Prix Gregori-Aminoff                           | Académie royale des sciences de Suède                                                                 | Individual contribution in the field of crystallography, including areas concerned with the dynamics of the formation and dissolution of crystal structures |
| Suède            | Lise Meitner Distinguished Lecture             | Académie royale des sciences de Suède                                                                 | Physics |
| Suède            | Prix Nobel de physique                         | Académie royale des sciences de Suède                                                                 | Outstanding contributions for mankind in the field of Physics                                                                                               |
| Suède            | Oskar Klein Memorial Lecture                   | Université de Stockholm / Académie royale des sciences de Suède                                       | Prominent physicist |
| Suisse           | Médaille Albert-Einstein                       | Albert Einstein Society                                                                               | Scientific findings, works, or publications related to Albert Einstein                                                                                      |
| Suisse           | Prix Tomalla                                   | Tomalla Foundation                                                                                    | Research in gravitation and/or cosmology, |
| Ukraine          | Prix Bogolioubov (NASU)                        | Académie nationale des sciences d'Ukraine                                                             | Outstanding contribution to theoretical physics and applied mathematics                                                                                     |
| Royaume-Uni      | Médaille A B Wood                              | Institute of Acoustics                                                                                | Distinguished contributions to the application of underwater acoustics                                                                                      |
| Royaume-Uni      | Médaille Copley                                | Royal Society                                                                                         | Achievements in research in any branch of science |
| Royaume-Uni      | Médaille Eddington                             | Royal Astronomical Society                                                                            | Investigations of outstanding merit in theoretical astrophysics                                                                                             |
| Royaume-Uni      | Médaille Hughes                                | Royal Society                                                                                         | Électricité et magnétisme |
| Royaume-Uni      | Médaille R W B Stephens                        | Institute of Acoustics                                                                                | Contributions to acoustics research or education |
| Royaume-Uni      | Médaille Rayleigh                              | Institute of Acoustics                                                                                | Outstanding contributions to acoustics |
| Royaume-Uni      | Médaille Rumford                               | Royal Society                                                                                         | Important recent discovery in the field of thermal or optical properties of matter made by a scientist working in Europe                                    |
| Royaume-Uni      | Médaille Tyndall                               | Institute of Acoustics                                                                                | Achievement and services in the field of acoustics |

## Océanie
| Pays             | Prix                                                      | Parrainage                              | Remarques |
| ---------------- | --------------------------------------------------------- | --------------------------------------- | --- |
| Australie        | Médaille Barry-Inglis                                     | Institut national de mesure, Australie  | Leadership, recherche et / ou applications de techniques de mesure                                                                          |
| Australie        | Médaille Dirac et Conférence                              | Université de la Nouvelle-Galles du Sud | Progrès de la physique théorique |
| Australie        | Médaille Pawsey                                           | Académie australienne des sciences      | Recherche exceptionnelle dans le domaine de la physique par un scientifique australien de moins de 40 ans                                   |
| Australie        | Prix postdoctoral Phillip Law pour les sciences physiques | Société royale de Victoria              | Excellence en recherche scientifique par un chercheur en début de carrière en sciences physiques                                            |
| Australie        | Médaille Thomas Ranken Lyle                               | Académie australienne des sciences      | Mathématicien ou physicien pour ses réalisations exceptionnelles en recherche                                                               |
| Australie        | Médaille Walter-Boas                                      | Institut australien de physique         | Recherche en physique en Australie |
| Nouvelle-Zélande | Médaille Hector                                           | Société royale Te Apārangi              | Œuvre de grande valeur scientifique ou technologique et contribution exceptionnelle à l'avancement de la branche particulière de la science |